# Jesús Glaría
Jesús Glaría Jordán (* 2. Januar 1942 in Villafranca; † 19. September 1978 in L’Espluga de Francolí) war ein spanischer Fußballspieler. Er nahm mit der spanischen Nationalmannschaft an der Weltmeisterschaft 1966 in England teil.

## Karriere

### Vereine
Glaría kam über den CD Oberena aus Pamplona in die Jugendabteilung von Atlético Madrid. Von dort rückte er 1960 in den Seniorenbereich auf. Mit Atlético gewann er den Europapokal der Pokalsieger, eine spanische Meisterschaft sowie zweimal den nationalen Vereinspokal, wobei er beim ersten Pokalsieg 1961 nicht eingesetzt wurde. 
1968 wechselte Glaría zu Español Barcelona. Gleich am Ende seiner ersten Saison bei den Katalanen stieg er mit dem Klub in die Segunda División ab. Es folgte der sofortige Wiederaufstieg in die Primera División, in der sich der Klub bis zu Glarías Karriereende 1975 etablierte. Sein größter sportlicher Erfolg bei Español war der dritte Platz am Ende der Saison 1972/73 und die damit verbundene Qualifikation für die Teilnahme am UEFA-Pokal 1973/74.

### Nationalmannschaft
Glaría debütierte am 1. November 1962 im Estadio Santiago Bernabéu beim 6:0 im Qualifikationsspiel zur Europameisterschaft 1964 gegen Rumänien in der spanischen Nationalmannschaft. Für das Turnier selbst, an dessen Ende Spanien den Titel holte, wurde Glaría nicht von Nationaltrainer José Villalonga nominiert. 
Zwei Jahre später wurde Glaría anlässlich der Weltmeisterschaft 1966 in England in den spanischen Kader berufen. Am 20. Juli 1966 wurde er im letzten Spiel der Gruppe B bei der 1:2-Niederlage gegen Deutschland eingesetzt. Aufgrund der Niederlage schied Spanien nach der Vorrunde aus dem Turnier aus.
Sein letztes von insgesamt 20 Länderspielen, in denen er ohne Torerfolg blieb, bestritt Glaría am 25. Juni 1969 beim 0:2 gegen Finnland im Qualifikationsspiel zur Weltmeisterschaft 1970. Bereits vor diesem Spiel, bei dem Glaría seine Mannschaft als Kapitän auf das Feld führte, hatte Spanien keine Möglichkeit mehr, sich sportlich noch für die Weltmeisterschaft zu qualifizieren.

## Persönliches
Jesús Glaría starb am 19. September 1978 im Alter von 36 Jahren gemeinsam mit seinem Sohn bei einem Verkehrsunfall.

## Erfolge
- Europapokal der Pokalsieger: 1962
- Spanische Meisterschaft: 1966
- Spanischer Pokalsieger: 1961, 1965